# Hydraulikolie
Hydraulikolie er olie, der er designet til brug i hydraulik.
Oliens vigtigste egenskab er, at den er letflydende, så der kun skal bruges et minimum af kraft for at pumpe den gennem dyser, rør og slanger. Normalt har olien en begrænset smøreevne, da det ikke er det primære formål.
Olien baseres ofte på mineralolie, men efterhånden er der kommet en del syntetiske alternativer i handelen, ligesom især rapsolie-baserede produkter vinder indpas pga. det mere bæredygtige i produktion med plantebaserede produkter.